# Koszula

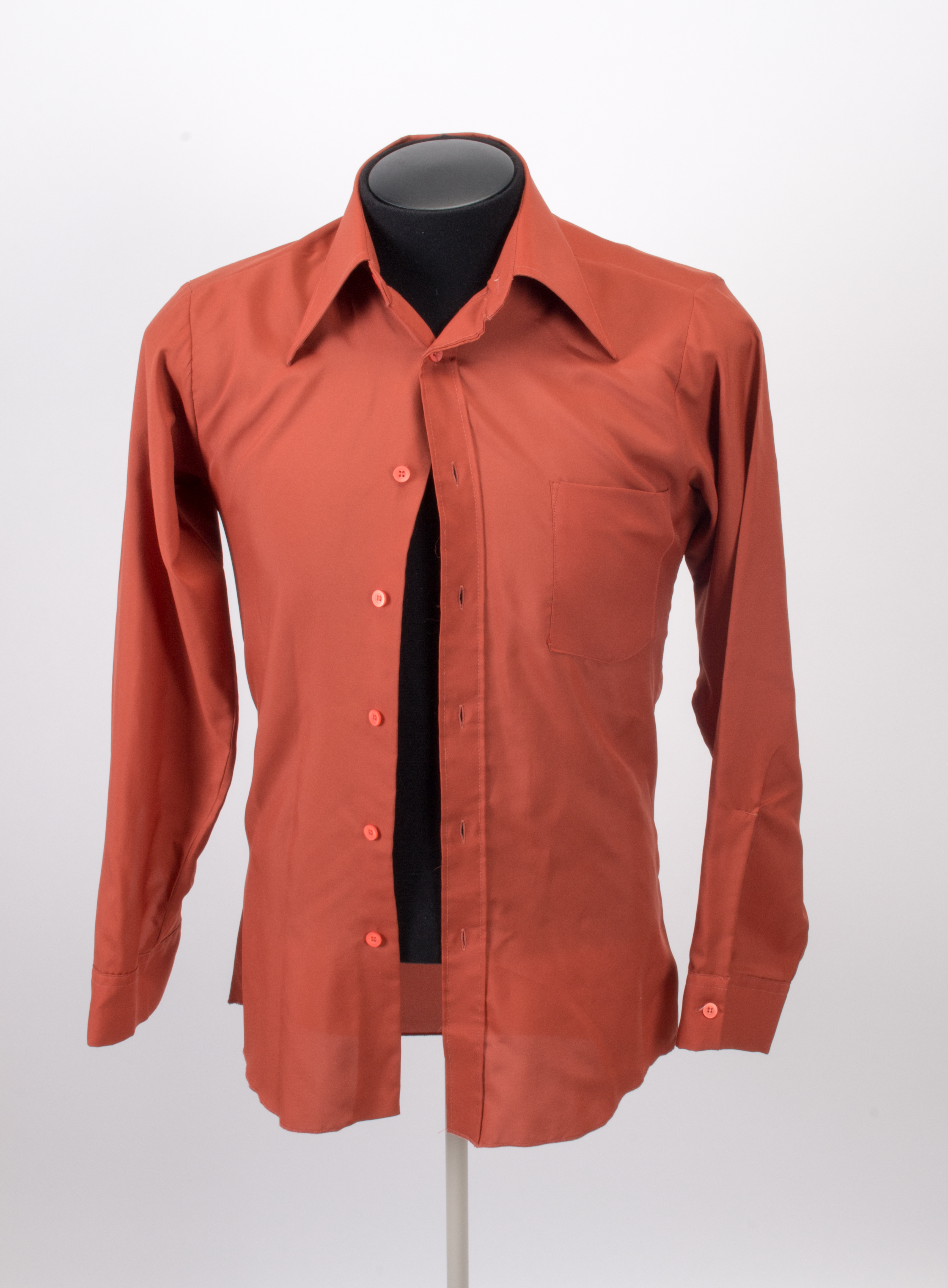
Koszula męska

Koszula – górna część ubioru, okrywająca tułów oraz ręce, historycznie będąca płócienną bielizną zarówno męską, jak i damską. Obecnie termin koszula oznacza niemal wyłącznie ubiór męski, będący samodzielnym okryciem górnej części ciała bądź noszony pod marynarką.
Współczesna klasyczna męska koszula jest rozpinana z przodu, ma rękawy wpuszczone w mankiety oraz kołnierzyk. Tył koszuli jest wszyty w karczek. Z przodu, po lewej stronie, może znajdować się kieszonka.
Koszula męska ma rozmaite odmiany, jak koszula sportowa, wojskowa, polo; może też mieć krótkie rękawy. Od koszuli pochodzi koszulka i jej odmiany, jak t-shirt.
Ubiór damski podobny w kroju do męskiej koszuli nazywany jest bluzką koszulową, szmizjerką (od franc. chemisière – koszularka) lub koszulą damską.

## Historia
Pierwowzorem koszuli jest prawdopodobnie tunika koczowniczych plemion z Azji Środkowej, przejęta przez Sumerów i Babilończyków, a później Semitów i Egipcjan, którzy wcześniej nie znali odzieży szytej, a jedynie drapowaną. Ubiory te dały także początek greckim chitonom (słowo to pochodzi od aramejskiego kitoneh) i rzymskim tunikom.
Bliskowschodni krój w kształcie litery T miała galijska camisia – lniana lub wełniana koszula z długimi bądź krótkimi rękawami, spinana pod szyją. Podobny ubiór nosiły także plemiona germańskie. Od słowa camisia pochodzi nazwa koszuli we wszystkich językach romańskich.

### Koszula średniowieczna

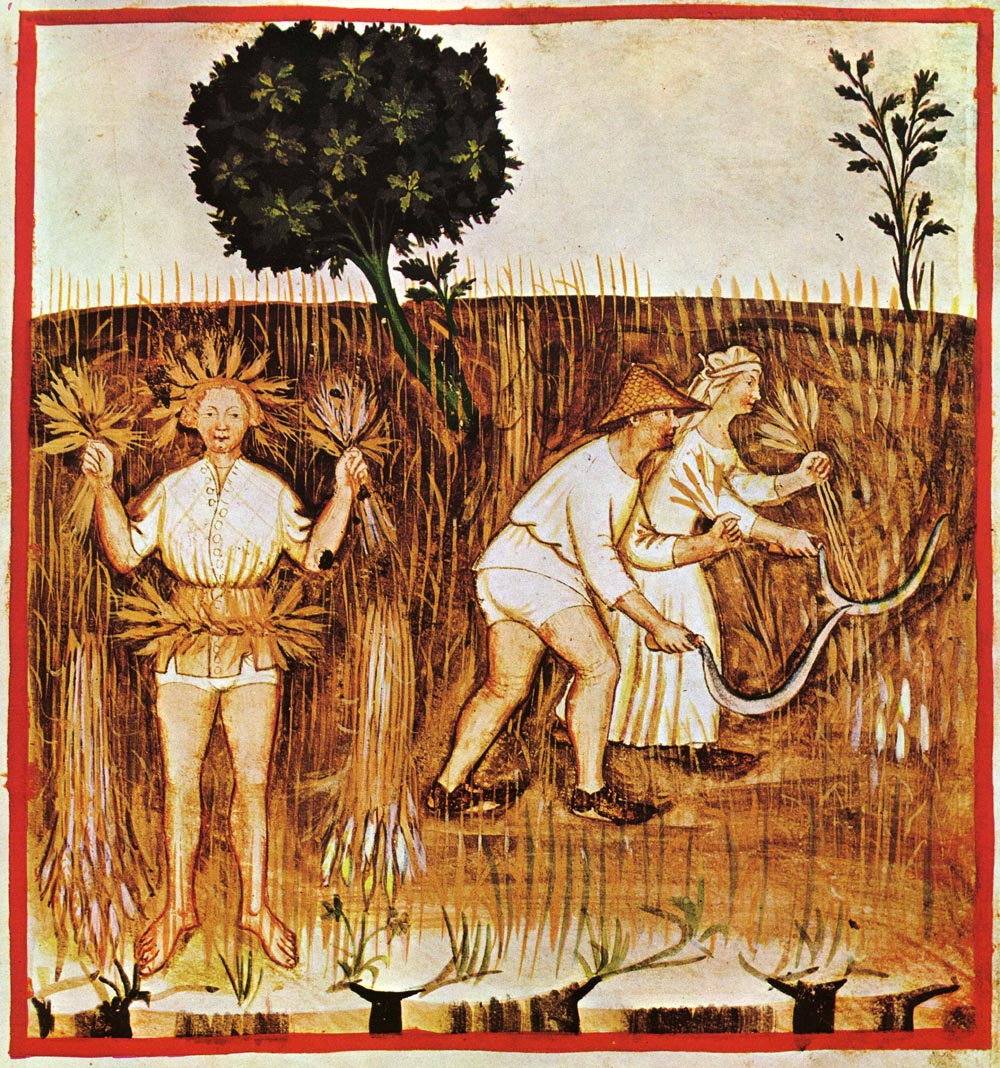
Późnośredniowieczna koszula męska i kobieca, ilustracja z Tacuinum Sanitatis, XIV wiek

Koszule średniowieczne były podobne w kroju do camisii. Szyto je najczęściej z wąskiego (szer. ok. 70 cm), tkanego w domu płótna. Przód, tył oraz rękawy wykrawano z jednego kuponu materiału, tworząc kształt przypominający krzyż, a po zszyciu boków koszuli oraz dołu rękawów – literę T. Prostokąty pozostałe po wykroju wykorzystywano na przedłużenie rękawów. Wycięcie pod szyją było gładko wykończone bądź ściągnięte tasiemką.
Koszule kobiece i męskie były początkowo jednakowe, różnice zaczęły się pojawiać w XII wieku. Długość koszul bywała różna: w XII wieku sięgały tylko do kolan, później były długie aż do stóp, by w XIV wieku znów ulec skróceniu.
Materiałem na koszule były głównie len i wełna, rzadko konopie. Koszule szyto głównie z niebarwionych tkanin, choć w XIII wieku w strojach dworskich pojawiły się koszule kolorowe, niekiedy nawet jedwabne.
Wśród najuboższych warstw społecznych koszula była często jedynym odzieniem. Zwłaszcza prace polowe czy rzemieślnicze wykonywano jedynie w koszulach, w celu oszczędzenia odzieży wierzchniej. W miarę upływu wieków ta robocza koszula zmieniła się w kitel czy ochronny fartuch.

### XVI-XVIII wiek

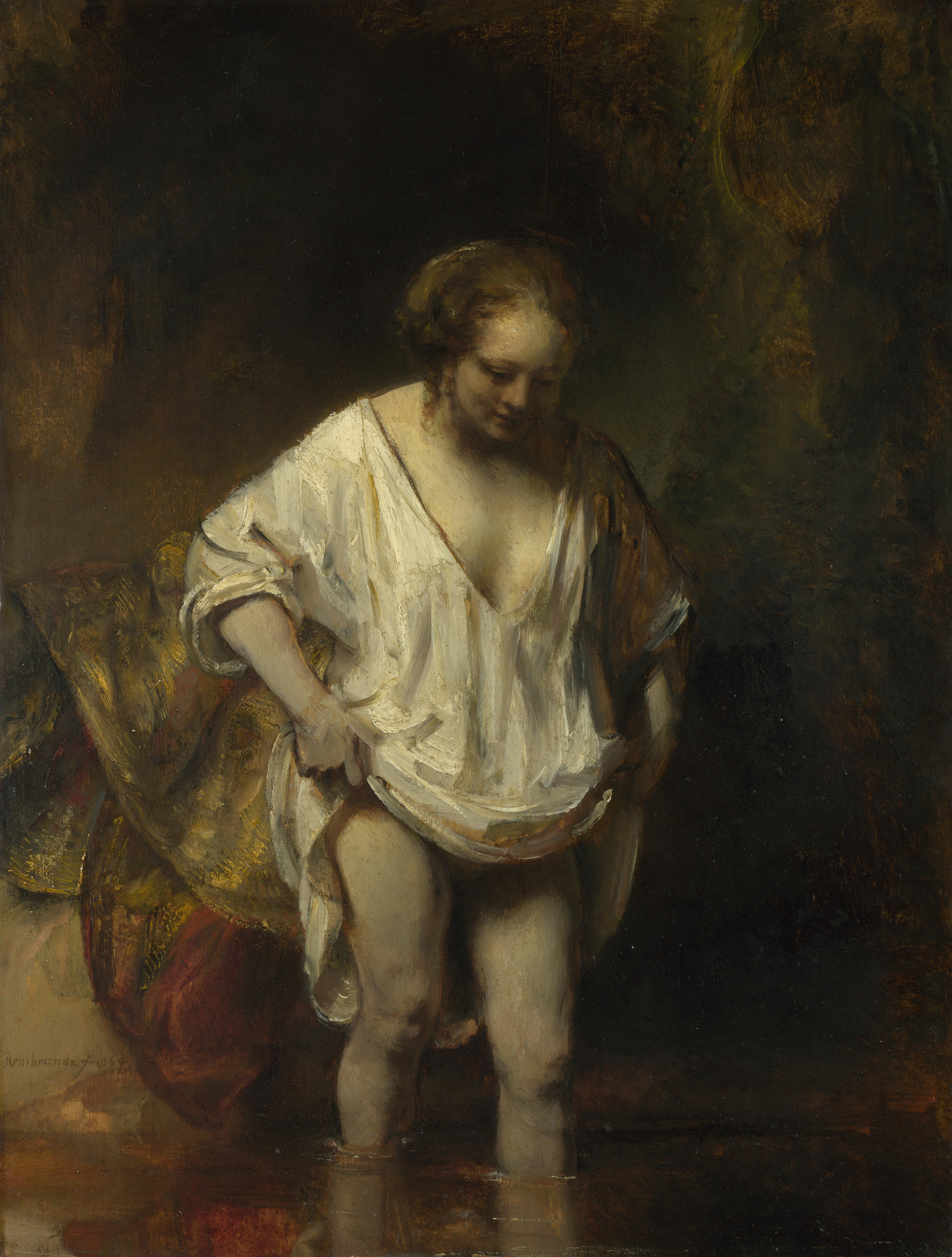
XVII-wieczna koszula kobieca, obraz Rembrandta

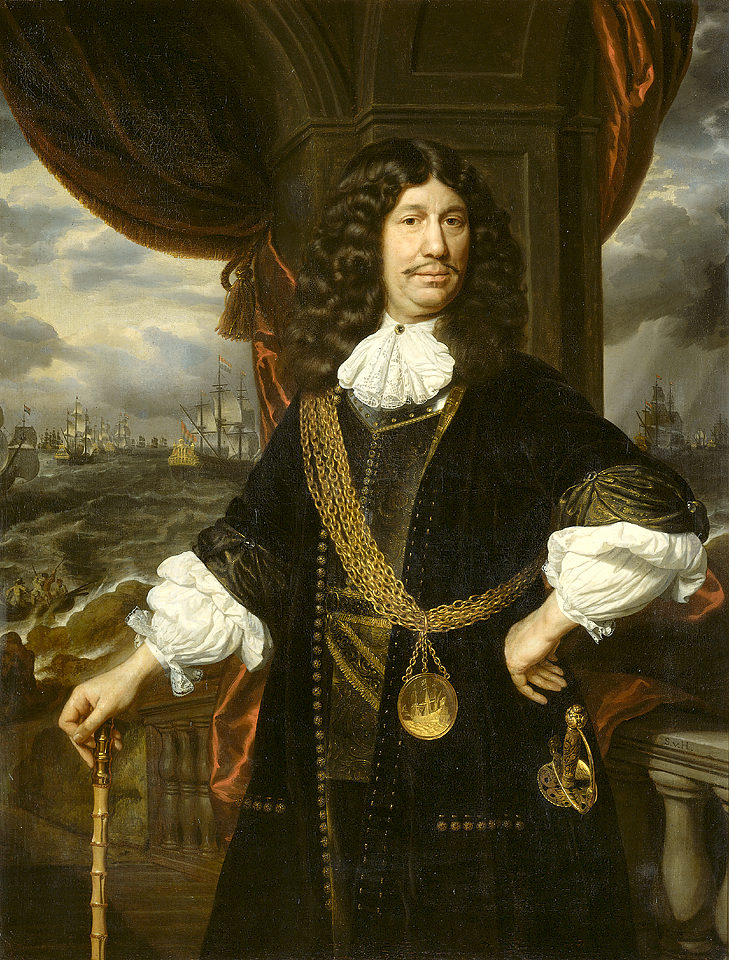
Koszula na portrecie z lat 70. XVII wieku, widoczne są bufiaste rękawy i żabot

Krój koszuli znacząco zmienił się w XVI wieku: zaczęto stosować poszerzające ją kliny, wszywane przede wszystkim pod pachami. Koszula męska została rozcięta z przodu. Widoczne spod odzieży wierzchniej części koszuli stały się bogato zdobione haftem, a później i koronkami. Takie haftowane kołnierze i mankiety odpruwano od zniszczonej koszuli i powtórnie wykorzystywano. Ozdobne, haftowane bądź obszyte koronkami koszule zachowały się w wielu strojach ludowych.
W XVI wieku we Włoszech, zarówno wśród mężczyzn, jak i kobiet, modne były tzw. koszule hiszpańskie bądź złote: szyte z kolorowego jedwabiu i haftowane złotem lub srebrem. Lukrecja Borgia miała dwieście takich koszul.
Gdy na przełomie XVII i XVIII wieku wśród mężczyzn nastała moda na otwarte z przodu kaftany i kamizelki, koszule zyskały strojny przód, ozdobiony marszczeniami, falbankami i koronkami, później zastąpiony równie ozdobnym, odpinanym plastronem. Rękawy takich koszul miały bufki, w zwężeniach ozdobione kokardami. W tym okresie zaczęto także używać żabotów, wpierw marszczonych, z cienkiego batystu, a później koronkowych.

### Od XIX wieku do współczesności
Z czasem, wraz ze stonowaniem stroju męskiego, koszula męska zaczęła być coraz mniej strojna, tracąc ozdobny przód (plisowany przód zachował się tylko w koszulach frakowych) i mankiety. Moda XIX-wieczna wpływała w zasadzie tylko na kształt kołnierzyków – raz były szerokie i wykładane, raz wysokie. Kołnierzyki były w dalszym ciągu odpinane. Od 1870 roku do lat 60. XX wieku tylna poła koszuli była dłuższa niż przednia.
Na początku XX wieku pojawiły się trykotowe podkoszulki i koszulki z bawełnianych dzianin, początkowo wyłącznie jako odzież sportowa. Wśród nich największą popularność zyskała koszula polo, zaprojektowana przez tenisistę René Lacoste'a i zaprezentowana w 1929 roku. Z czasem te sportowe ubiory zaczęły być używane jako codzienny ubiór.

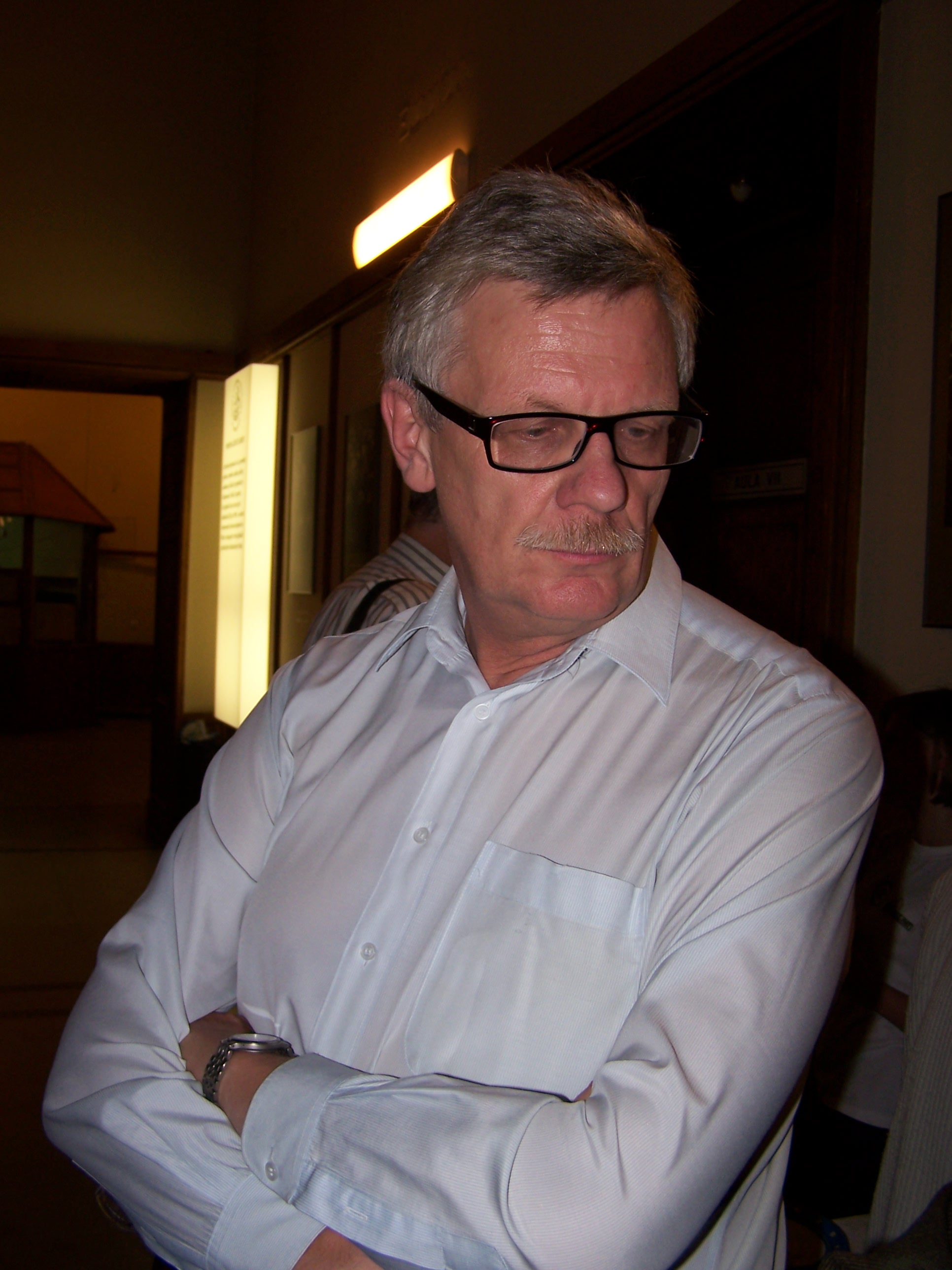
Mężczyzna w białej koszuli o rękawie z pojedynczym mankietem i kieszenią naszytą po lewej stronie klatki piersiowej

W drugiej połowie XX wieku koszula męska zaczęła tracić swój bieliźniany charakter. Wpierw pojawiły się noszone jako odzież wierzchnia koszule typu wojskowego, wzorowane na umundurowaniu brytyjskich oddziałów kolonialnych, a przejęte później przez armię amerykańską. Następnie w użycie weszły kraciaste koszule flanelowe, spopularyzowane przez westernowych kowbojów. W końcu także klasyczne koszule garniturowe stały się kolorowe i obecnie noszone są także samodzielnie.
Koszule typu wojskowego i wzorowane na nich koszule sportowe mają po obu stronach piersi kieszenie, na ogół zapinane, a czasem też dodatkowe kieszonki, także na rękawach. Miewają też z tyłu pętelkę, umożliwiającą zawieszenie ubrania na haczyku. Pozostałością po mundurze są pagony.  Takie koszule są też częścią umundurowania, zwłaszcza letniego, wielu sił wojskowych i policyjnych, a także skautów i harcerzy.
W latach 70. XX wieku popularne stały się tzw. koszule hawajskie, bardzo kolorowe i wzorzyste. Używane są głównie podczas letniego wypoczynku, a nosi się je wypuszczone na spodnie.
Najdłużej charakter bielizny zachowała koszula garniturowa, zwłaszcza biała. Jeszcze współcześnie w sytuacjach oficjalnych noszona jest wyłącznie pod marynarką, a savoir-vivre nawet przy spotkaniach towarzyskich czy rodzinnych zaleca przed zdjęciem marynarki uzyskanie pozwolenia obecnych na nich kobiet.
Koszula kobieca przeszła zupełnie odmienną ewolucję. W XIX wieku stała się zupełnie niewidoczna pod suknią; była bielizną noszona pod gorsetem. Pod koniec tego wieku pojawiły się tzw. kombinacje, czyli koszule połączone z majtkami. W początkach XX wieku, gdy damskie suknie stały się krótkie, została połączona z halką, stając się jednym ubiorem. W II połowie XX wieku jako nazwa tej bielizny funkcjonowało już słowo „halka”. Współcześnie praktycznie nie jest używana.
Od ludowej koszuli kobiecej wywodzi się bluzka.

## Symbolika
W XIX i XX wieku kolor koszul zaczął być używany jako identyfikator różnych europejskich ruchów ideologicznych jak niebieskie koszule w Irlandii, czarne i czerwone we Włoszech oraz brunatne w Niemczech. W socjologii amerykańskiej kolor koszul w formie pars pro toto stał się klasyfikatorem różnych form aktywności zawodowej gdzie niebieskie kołnierzyki oznaczają pracowników fizycznych, białe pracowników umysłowych z szczególnym naciskiem na sektor administracyjny, publiczny czy finansowy; zaś różowe zawody o dużej dominacji kobiet jak: opiekunka, kosmetyczka, stewardessa, pielęgniarka, hostessa czy sekretarka.
Za sprawą serialu Star Trek termin czerwone koszule(Redshirts) stał się nazwą archetypu nieskomplikowanego bohatera zbiorowego, którego zadaniem jest zginąć podczas trwania fabuły. W tym też znaczeniu pojawia się również jako tytuł powieści Johna Scalziego z 2012 roku. 